# Julius Thomsen
Hans Peter Jørgen Julius Thomsen (Copenhague, 16 de fevereiro de 1826 — 13 de fevereiro de 1909) foi um químico dinamarquês.

## Vida
Thomsen foi de 1866 a 1891 professor de química na Universidade de Copenhague, onde foi duas vezes reitor. De 1883 a 1902 foi também diretor da Polytekniske Læreanstalt, predecessora da Universidade Técnica da Dinamarca.
Trabalhou principalmente com termoquímica.

## Obras
- Thermochemische Untersuchungen. Johann Ambrosius Barth, Leipzig 1882–1886 (4 volumes)
- Thermochemistry. 1908

## Reconhecimento
Thomsen foi membro de diversas academias e sociedades científicas. De 1888 a 1909 foi presidente da Real Academia de Ciências e Letras da Dinamarca. A Universidade de Upsália o condecorou em 1877 com um doutorado honoris causa. Recebeu a Medalha Davy de 1883 e em 1896 a grã-cruz da Ordem Real do Dannebrog. O mineral thomsenolita é denominado em sua memória.